# Мост Муграби
Мост Муграби (ивр. שער המוגרבים‎, араб. جسر المغاربة‎) — деревянный пешеходный мост в Иерусалиме, ведущий от площадки перед Западной Стеной наверх, к одноимённым воротам Муграби на Храмовой горе. Вплотную примыкает к Западной Стене в юго-западной части Храмовой горы. Мост открыт для посетителей с воскресенья по четверг в первой половине дня.
Мост Муграби является единственным способом попасть к воротам Муграби, которые, в свою очередь, являются единственными, которые ВАКФ разрешает использовать для посещения комплекса Храмовой горы немусульманам (остальные ворота на Храмовую гору открыты только для мусульман).

## История

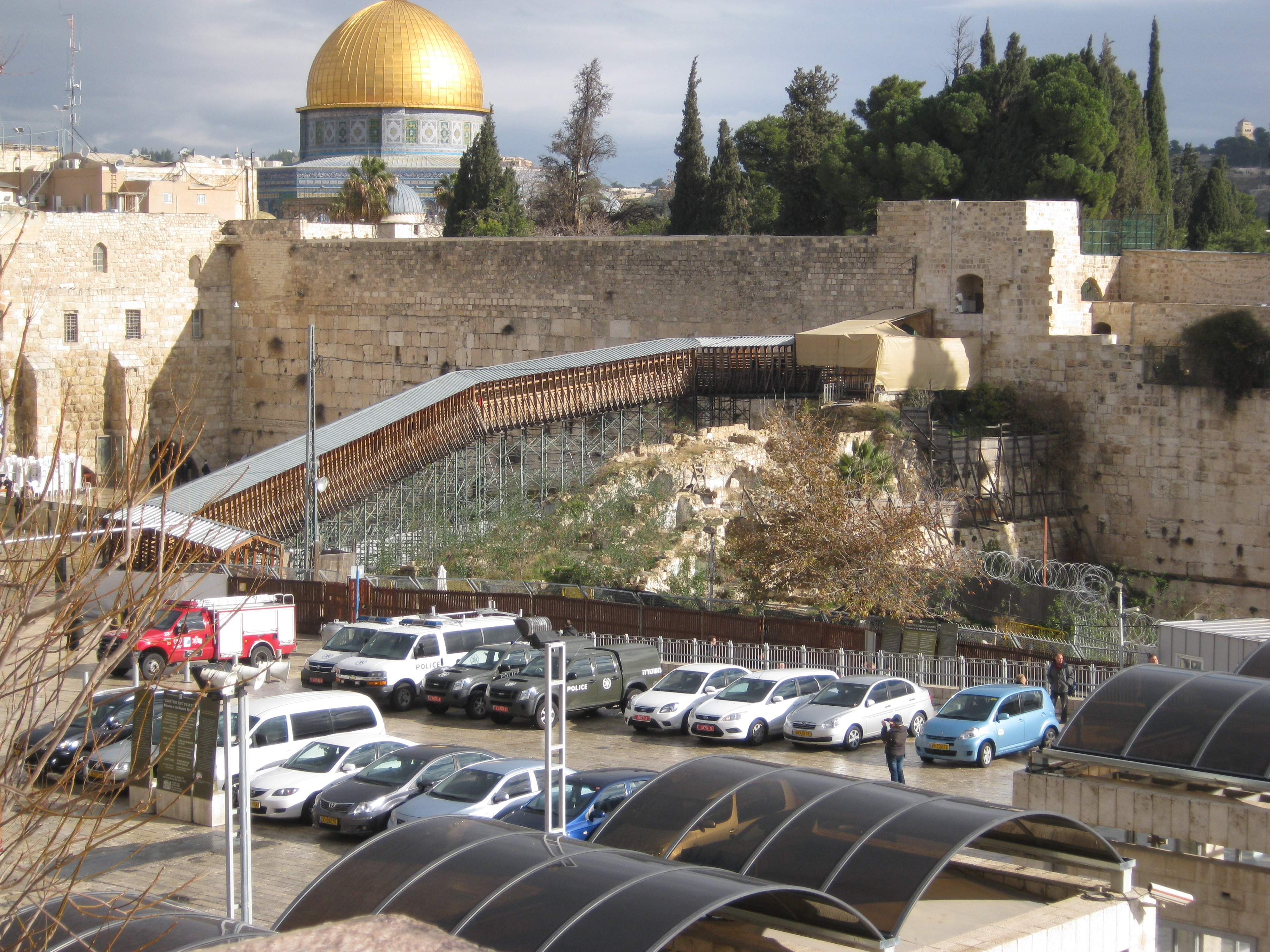
Мост Муграби

До 2004 года прямой доступ на Храмовую гору для посетителей-немусульман был открыт через ворота Муграби, посредством поднимавшегося к ним земляного пандуса, который одновременно выполнял роль стенки-ограждения южной части женской половины у Западной Стены. В феврале 2004 года после оползня произошло частичное обрушение примыкающей к воротам Муграби 800-летней стены, которая поддерживает прилегающую к Западной Стене часть холма; по мнению израильских властей, причиной тому могло послужить случившееся незадолго до этого небольшое землетрясение. В результате возникла опасность обрушения пандуса. Пандус стал небезопасен, а 14 февраля 2004 года — через три дня после землетрясения — обильный (по израильским стандартам) снегопад действительно привёл к его обрушению. По утверждению Исламской организации по вопросам образования, науки и культуры (ISESCO), к разрушению прохода привели «раскопки, проведённые оккупационными властями Израиля под мечетью Акса», которые были подвергнуты осуждению этой организацией.
В 2007 году Управлением древностей Израиля (УДИ) были построены нынешние деревянные пешеходные мостки на Храмовую гору, изначально задуманные в качестве временной меры: они должны были действовать несколько месяцев, до тех пор, пока не будет построено более капитальное сооружение. Дабы возвести постоянный мост, нужно было произвести раскопки остатков старого пандуса и находящегося под ним мусора, разобрать камни и землю, оставшиеся от обрушения 2004 года.
Повреждённый пандус, расположенный под мостом и не соединённый с ним, представляет собой скопление археологических слоёв; УДИ приступило к их раскопкам, в ходе которых были удалены поверхностные наслоения и открыты для обозрения несколько разрушенных построек. Это было сделано в нарушение плана действий, изначально предоставленного УДИ ЮНЕСКО. Мусульманские официальные лица и ВАКФ обвинили Израиль в возведении конструкций на фундаментах мечети Аль-Акса, попытках дестабилизировать ситуацию на Храмовой горе, обрушить Храмовую гору и Купол Скалы (400 метров от местоположения пандуса). Эти обвинения, в свою очередь, привели к критике со стороны международного сообщества, ожесточённым массовым беспорядкам и призывам палестинцев к третьей интифаде. Исмаил Хания — тогдашний Премьер-министр Палестинской Национальной Администрации и лидер ХАМАС — призвал палестинцев объединиться для сопротивления раскопкам, в то время как ФАТХ заявил о намерении выйти из договора о прекращении огня с Израилем. Раскопки вызвали раздражение по всему исламскому миру. Королевство Саудовская Аравия призвало международное сообщество остановить раскопки: «Действия Израиля нарушают священную природу мечети и влекут за собой риск разрушения её религиозных и исламских характеристик». Сирия заклеймила израильские раскопки, заявив, что они «представляют угрозу исламским и христианским святым местам в Иерусалиме». Малайзия выразила возмущение проведением Израилем работ вокруг и под мечетью Аль-Акса и целенаправленным разрушением религиозных, культурных объектов и объектов наследия. Король Иордании Абдалла II «резко осудил действия Израиля, направленные против молящихся в мечети Аль-Акса, подчеркнув, что Иордания продолжит свои контакты с арабским и исламским миром, а также международным сообществом, для прекращения работ, проводимых Израилем на этой территории». Экмеледдин Ихсаноглу, Генеральный секретарь Организации «Исламская конференция», включающей в себя 57 членов, заявил о муках и смятении, испытываемых им в связи с молчанием мира по поводу «вопиющих действий», каковые предпринимает Израиль «для иудаизации Иерусалима и изменения исторического характера святого города». Он сказал, что «процесс раскопок, осуществляемых Израилем, представляет собой тяжелейшую угрозу из всех, когда-либо существовавших, для одной из трёх самых святых мечетей ислама». Несколько соседних арабских государств заявили, что проводимые работы угрожают их внутренней стабильности, в то время как ещё несколько пригрозили войной.
Израиль отверг все обвинения, назвав их «абсурдными». В связи с поднятым фурором израильские власти установили камеры, чтобы снимать процесс раскопок. Видео транслировалось в интернете в режиме реального времени, в попытке утихомирить массовый гнев мусульманского мира. 20 марта 2007 года турецкое правительство направило техническую команду для проведения инспекции и предоставления отчёта о раскопках премьер-министру Турции Реджеп Тайип Эрдоган. Отчёт об инциденте, опубликованный ЮНЕСКО в марте 2007 года, снял с израильской команды обвинения в нарушениях, сообщив, что раскопки «касаются участков территории, внешних по отношению к Западной Стене, и ограничены поверхностью прохода и его северной стороной… Никаких работ внутри Харам эль-Шариф не выполняется; также, природа проводимых работ не может, на данном этапе, быть интерпретирована как представляющая опасность стабильности Западной Стены и мечети Аль-Акса. Рабочая зона оканчивается на расстоянии примерно десяти метров от Западной Стены. Работы производятся с применением лёгкого оборудования, кирок и совков, управляются и документируются в соответствии с профессиональными стандартами». Тем не менее, отчёт рекомендовал завершить работы, поскольку цель сбора информации достигнута, и провести консультации с заинтересованными сторонами.
Таким образом, мост Муграби и раскопки исторического пандуса стали темой разногласий, вносящих вклад в напряжённость арабо-израильского конфликта. В итоге в конце 2011 года «временный» мост всё ещё стоял. 12 декабря 2011 года главный инженер Иерусалима издал предписание закрыть это сооружение из соображений безопасности, в связи с обветшанием и угрозой пожара. Было принято решение заменить временный деревянный мост постоянным каменным. Однако Министерство по делам религии Иордании заявило, что Израиль не имеет права проводить на Храмовой горе какие-либо изменения. В свою очередь, консервативные круги Израиля считают, что у религиозных евреев должен быть доступ к самому святому месту иудаизма — Храмовой горе. В знак протеста против позиции Иордании группа право-религиозных жителей Израиля проникла в закрытую военную зону на границе с Иорданией и заняла там пустующую церковь. Через три дня после пожара мост Муграби был снова открыт.
В 2012 и 2013 годах поддерживающие мост леса были заменены большой металлической балочной конструкцией и участок под мостом был вновь открыт для прогулок посетителей — что привело к «увеличению» размеров женской молитвенной зоны Западной Стены в полтора-два раза. (Поскольку при сооружении моста эта территория была по большей части «потеряна», трудно назвать данную ситуацию истинным увеличением — хотя кое-какая новая территория была приобретена благодаря раскопкам старого пандуса и удалению его мусора.)
В августе 2014 года были начаты строительные работы на втором мосту, ведущем к воротам Муграби. Второй мост стал бы дополнением моста Муграби 2007 года. Этот дополнительный мост стал объектом разногласий, и по желанию правительства Иордании работы были остановлены, а то, что успели построить — было разрушено.